# Llista de banderes municipals de la Conca de Barberà
Llista de les banderes oficials dels municipis de la comarca de la Conca de Barberà.
| Barberà de la Conca   | Bandera de Barberà de la Conca   |
| Blancafort            | Bandera de Blancafort            |
| Conesa                | Bandera de Conesa                |
| Llorac                | Bandera de Llorac                |
| Passanant i Belltall  | Bandera de Passanant i Belltall  |
| Les Piles             | Bandera de les Piles             |
| Rocafort de Queralt   | Bandera de Rocafort de Queralt   |
| Savallà del Comtat    | Bandera de Savallà del Comtat    |
| Senan                 | Bandera de Senan                 |
| Solivella             | Bandera de Solivella             |
| Vallclara             | Bandera de Vallclara             |
| Vallfogona de Riucorb | Bandera de Vallfogona de Riucorb |
| Vilanova de Prades    | Bandera de Vilanova de Prades    |